# Gerhard Linnemann
Gerhard Linnemann (* 13. April 1930 in Oschersleben (Bode); † 11. Dezember 2001 in Ilmenau) war ein deutscher Elektroingenieur und Professor für Theoretische Elektrotechnik / Informationstechnik an der Technischen Hochschule Ilmenau. Zudem war er hier von 1972 bis 1985 als Rektor tätig.

## Leben und Wirken
Gerhard Linnemann wurde in Oschersleben in der Magdeburger Börde geboren. Nach dem Besuch der Volksschule und der Oberschule absolvierte er eine Lehre als Industrie-Elektromechaniker. Danach ging er von 1950 bis 1953 zum Studium an die Ingenieurschule für Schwermaschinenbau in Magdeburg, die er mit der Berufsbezeichnung Ingenieur abschloss. Zu dieser Zeit wurde er SED-Mitglied. 1955 nahm er ein Studium der Theoretischen Elektrotechnik an der Hochschule für Elektrotechnik (HfE) in Ilmenau auf, das er 1961 als Diplom-Ingenieur für Theoretische Elektrotechnik (Dipl.-Ing.) abschloss.
Sein Berufseinstieg erfolgte als wissenschaftlicher Assistent am Institut für Allgemeine und Theoretische Elektrotechnik (Direktor: Eugen Philippow) der Fakultät für Mathematik, Naturwissenschaften und technische Grundwissenschaften an der HfE, später TH Ilmenau. Während seiner Zeit als Oberassistent und Dozent führte er Lehraufträge für Teilgebiete der Theoretischen Elektrotechnik durch, und im Rahmen seiner Forschungen erarbeitete er seine Dissertation. Er promovierte 1963 an der TH Ilmenau zum Doktor-Ingenieur (Dr.-Ing.).
Linnemann wechselte dann nach Berlin und war von 1967 bis 1971 Technischer Direktor im Transformatorenwerk »Karl Liebknecht« Berlin-Oberschöneweide (TRO). Zudem übte er in der Kammer der Technik (KDT) die Funktion des Vorsitzenden für den Bezirksverband von Groß-Berlin aus. Für seine Arbeit im TRO wurde er 1971 mit dem Nationalpreis der DDR im Kollektiv ausgezeichnet.
1970 wurde Linnemann zum Honorarprofessor der TH Ilmenau berufen, 1971 als ordentlicher Professor für Informationstechnik. Nach seiner Rückkehr an die TH Ilmenau übte er von 1972 bis 1985 in der Nachfolge von Karl-Heinz Elster das Amt des Rektors aus, ihm folgte Werner Kemnitz. Während seiner Amtszeit war Linnemann von 1974 bis 1986 Mitglied der SED-Bezirksleitung Suhl. Er war auch Vorsitzender des Beirates Elektroingenieurwesen (EIW) beim Ministerium für Hoch- und Fachschulwesen (MHF).
Nach der Wende versuchte Linnemann, nochmals als Wissenschaftler in Nordrhein-Westfalen Fuß zu fassen, kehrte aber bald nach Ilmenau zurück. Er war im Jahre 1990 in den Vorruhestand getreten und ist 2001 in Ilmenau verstorben.

## Publikationen (Auswahl)
- Einige Ansätze der Synthese nichtlinearer Kennlinien und Schaltungen nichtlinearer Elemente für optimale Frequenzwandler. Dissertation, TH Ilmenau, Fakultät für Mathematik, Naturwissenschaften und technische Grundwissenschaften, Ilmenau 1963.
- Elementare Synthese elektrischer und magnetischer Energiewandler. Akademische Verlagsgesellschaft Geest und Portig, Leipzig 1967.
- Gerhard Linnemann, Kurt Repenning (Hrsg.): Handbuch Elektrotechnik – Elektronik. Hüthig Verlag, Heidelberg 1983, ISBN 978-3-7785-0764-3.
- Gerhard Linnemann, Kurt Repenning (Hrsg.): Fachwissen des Ingenieurs, Band 5: Elektrotechnik, Elektronik. Fachbuchverlag, Leipzig, 4. Auflage 1983.